# Ляпин (деревня)
Ляпин (коми Ляпин) — деревня в Сысольском районе Республики Коми, входит в состав сельского поселения Вотча.

## География
Деревня находится на правом берегу реки Сысола, на расстоянии 13 км (по прямой) к востоку от села Визинга, административного центра района.

### Часовой пояс
Деревня Ляпин, как и вся Республика Коми, находится в часовой зоне МСК (московское время). Смещение применяемого времени относительно UTC составляет +3:00.

## Население
| 2010 |
| ---- |
| 86   |

### Национальный состав
Согласно результатам переписи 2002 года, в национальной структуре населения коми составляли 78 % из 96 чел.